# Lisszabon (kerület)
Lisszabon kerület (portugál nyelven: Distrito de Lisboa) Portugália nyugati részén, a Centro régióban található. Délkeletről Setúbal kerület, nyugatról az Atlanti-óceán, északról Leiria, kelet felől pedig Santarém kerületek határolják. Nevét székhelye és egyben a portugál főváros, Lisszabon város után kapta. Területe 2800 km², ahol 2 135 992 fős népesség él. A kerületben a népsűrűség 760 fő/ km².

Lisszabon kerület elhelyezkedése Portugália térképén

A kerületben 16 község található, melyekben 226 település van.
- Alenquer
- Amadora
- Arruda dos Vinhos
- Azambuja
- Cadaval
- Cascais
- Lisszabon
- Loures
- Lourinhã
- Mafra
- Odivelas
- Oeiras
- Sintra
- Sobral de Monte Agraço
- Torres Vedras
- Vila Franca de Xira

## Fordítás
Ez a szócikk részben vagy egészben  a   Lisbon District című angol Wikipédia-szócikk ezen változatának fordításán alapul.  Az eredeti cikk szerkesztőit annak laptörténete sorolja fel. Ez a jelzés csupán a megfogalmazás eredetét és a szerzői jogokat jelzi, nem szolgál a cikkben szereplő információk forrásmegjelöléseként.